# Mario Saccone
Mario Osvaldo Saccone (San Luis, 28 agosto 1970) è un ex calciatore argentino, di ruolo attaccante.